# Georgia en los Juegos Olímpicos de Tokio 2020
Georgia estuvo representada en los Juegos Olímpicos de Tokio 2020 por un total de 35 deportistas que compitieron en 11 deportes. Responsable del equipo olímpico fue el Comité Nacional Olímpico Georgiano, así como las federaciones deportivas nacionales de cada deporte con participación.
Los portadores de la bandera en la ceremonia de apertura fueron el halterófilo Lasha Talajadze y la tiradora Nino Salukvadze.

## Medallistas
El equipo olímpico de Georgia obtuvo las siguientes medallas:
| Nombre                | Deporte            | Competición |
| --------------------- | ------------------ | ----------- |
| Oro                   |                    |             |
| Lasha Talajadze       | Halterofilia       | +109 kg     |
| Lasha Bekauri         | Judo               | –90 kg M    |
| Plata                 |                    |             |
| Iakob Kadzhaia        | Lucha grecorromana | 130 kg M    |
| Vazha Margvelashvili  | Judo               | –66 kg M    |
| Lasha Shavdatuashvili | Judo               | –73 kg M    |
| Guram Tushishvili     | Judo               | +100 kg M   |
| Gueno Petriashvili    | Lucha libre        | 125 kg M    |
| Bronce                |                    |             |
| Anton Pliesnoi        | Halterofilia       | 96 kg M     |